# Nickelodeon Global
Nickelodeon (más conocido como Nick) es un canal de televisión por suscripción internacional, orientado a niños y adolescentes, con sede en Londres, Reino Unido. Es propiedad de Paramount Skydance Corporation, a través de Paramount Networks EMEAA, y maneja las operaciones de los canales Nickelodeon en las zonas de Europa Central y del Este, África, Medio Oriente, y desde el 17 de octubre de 2023, en Hispanoamérica y Brasil, como una estretagia de Paramount Global de manejar sus operaciones de forma centralizada desde el continente europeo.
Originalmente, era la señal paneuropea de Nickelodeon, siendo fundada en 1998 como Nickelodeon Europa, emitiendo inicialmente en Europa Central, y expandiéndose a Europa del Este, emitiendo en idioma ruso para los países postsoviéticos (junto a Nickelodeon Rusia), y posteriormente también para los países bálticos. Debido a fallas relacionadas con la transmisión internacional entre 2008 y 2012, los comerciales desde entonces ya no contienen texto en las transmisiones europeas, limitándose a anunciarlos solo por voz, en los varios idiomas de la señal. A partir de 2022, el canal reemplazó en los países postsoviéticos (excepto en Rusia y Bielorrusia) a la variante rusa de la señal, cerrada a raíz de la operación militar especial en febrero de ese año.A partir de 2023, el canal comenzó a expandir sus operaciones al Medio Oriente y Norte de África, agregando una pista de audio en árabe, asumiendo así la operación del canal para esa zona, Nickelodeon Arabia, exclusivo de la red satelital Orbit Showtime Network. Asimismo, a partir del 17 de octubre de 2023, las señales de América Latina y Brasil son operadas desde Londres.